# Stanisław Gulczewski
Stanisław Gulczewski herbu Junosza – cześnik nurski. 
Poseł ziemi nurskiej na sejm 1576/1577 roku.